# Chatino de la Sierra
El chatino de la Sierra és una llengua ameríndia de Mesoamèrica, una varietat de la llengua chatino de la família otomang. Té diversos dialectes; Ethnologue en compta tres:
- Chatino de la Sierra Oriental (dialecte Lachao-Yolotepec)
- Chatino oriental (dialectes Yaitepec, Panixtlahuaca, i Quiahije)
- Chatino Nopala

Els dialectes veïns entre els tres grups tenen aproximadament el 80% de mútua intel·ligibilitat; la diversitat entre els tres dialectes occidentals és molt gran.